# قضاء فقوع
قضاء فقوع قضاء يقع في لواء فقوع، محافظة الكرك في الأردن. ينتمي القضاء للواء فقوع الذي يضم قضاء واحد. يقدر عدد سكانه بـ 16806 نسمة حسب إحصاء 2015.

## الوصلات الخارجية
- دائرة الاحصاءات العامة